# لیبیتس‌کوزما
لیبیتس‌کوزما (به مجاری:  Libickozma) یک منطقهٔ مسکونی در مجارستان است که در ناحیه مارتسالی واقع شده‌است. لیبیتسکوزما ۲۲٫۹۷ کیلومتر مربع مساحت و ۲۷ نفر جمعیت دارد.